# 杜永權
杜永權(J. H. Toledo) ，已退役葡萄牙裔香港足球運動員，前香港足球代表隊隊員，為南華會名將。

## 足球生涯
杜永權是山度士(香港足球名宿)的其中一位足球恩師，早於50年代杜永權與A·G·山度士於聖約瑟效力時已是好友，後來山度士未於甲組亮相前先跟隨杜永權到其任教的港燈踢預備組，因此山度士尊稱杜永權為契爺。
1951/52球季杜永權開始代表聖約瑟，及後曾效力警察、東方、東華、傑志等球會。杜永權自1961/62球季後，已甚少參與甲組賽事，但他及後卻於1965/66復出效力流浪，1966/67效力港會，更在1971/72球季重返流浪效力。杜永權在1958年代表香港代表隊出戰第二屆亞洲盃外圍賽，同年年中更代表香港參加默迪卡盃賽事。共計代表香港隊8次，入1球。